# Чернятська ГЕС

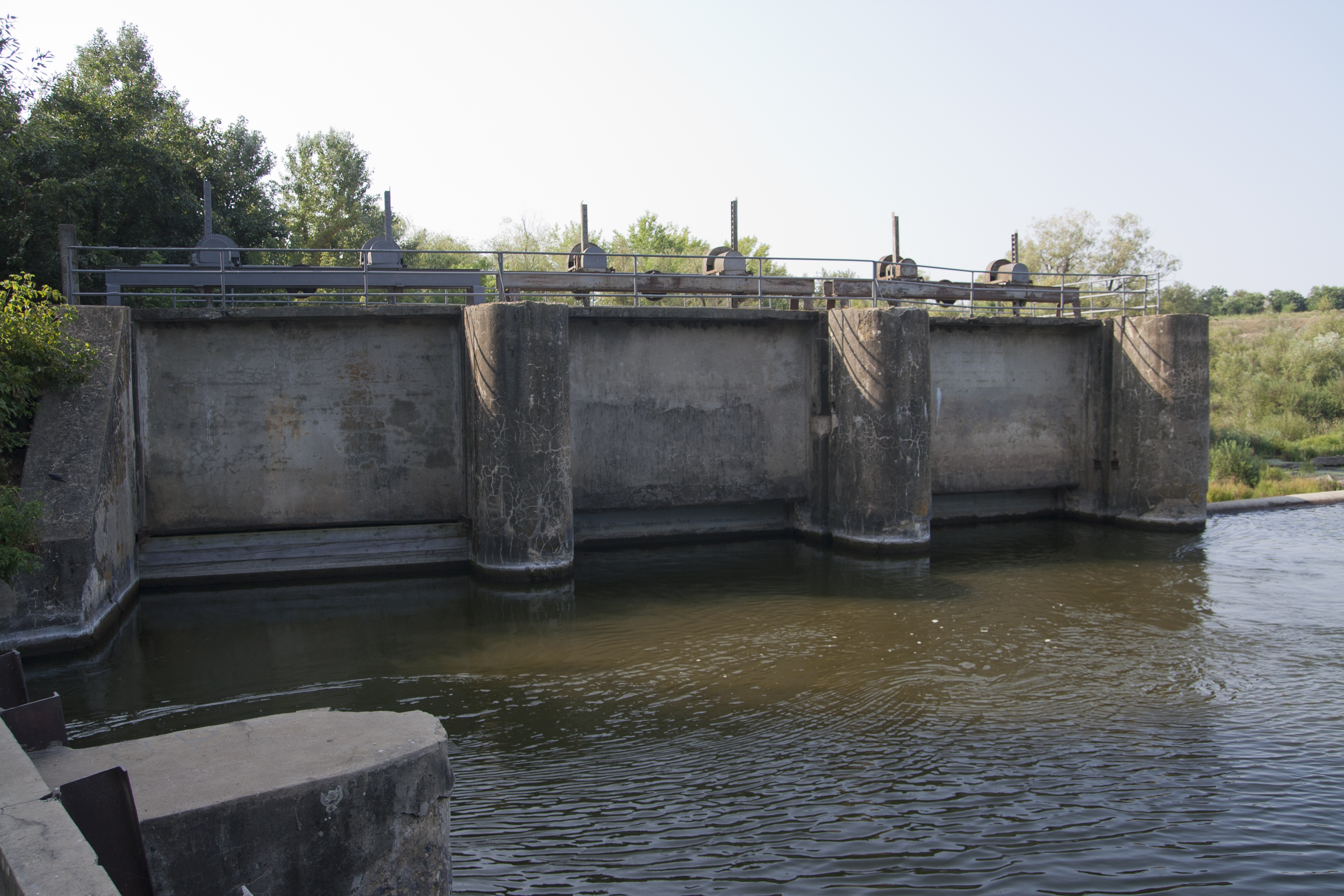

Чернятська ГЕС  - гідроелектростанція, розташована на    р. П.Буг у с. Чернятка, Бершадського р-ну, Вінницькій області.
Історія: Станція введена в експлуатацію у 1954 році та безперервно працює до теперішнього часу.

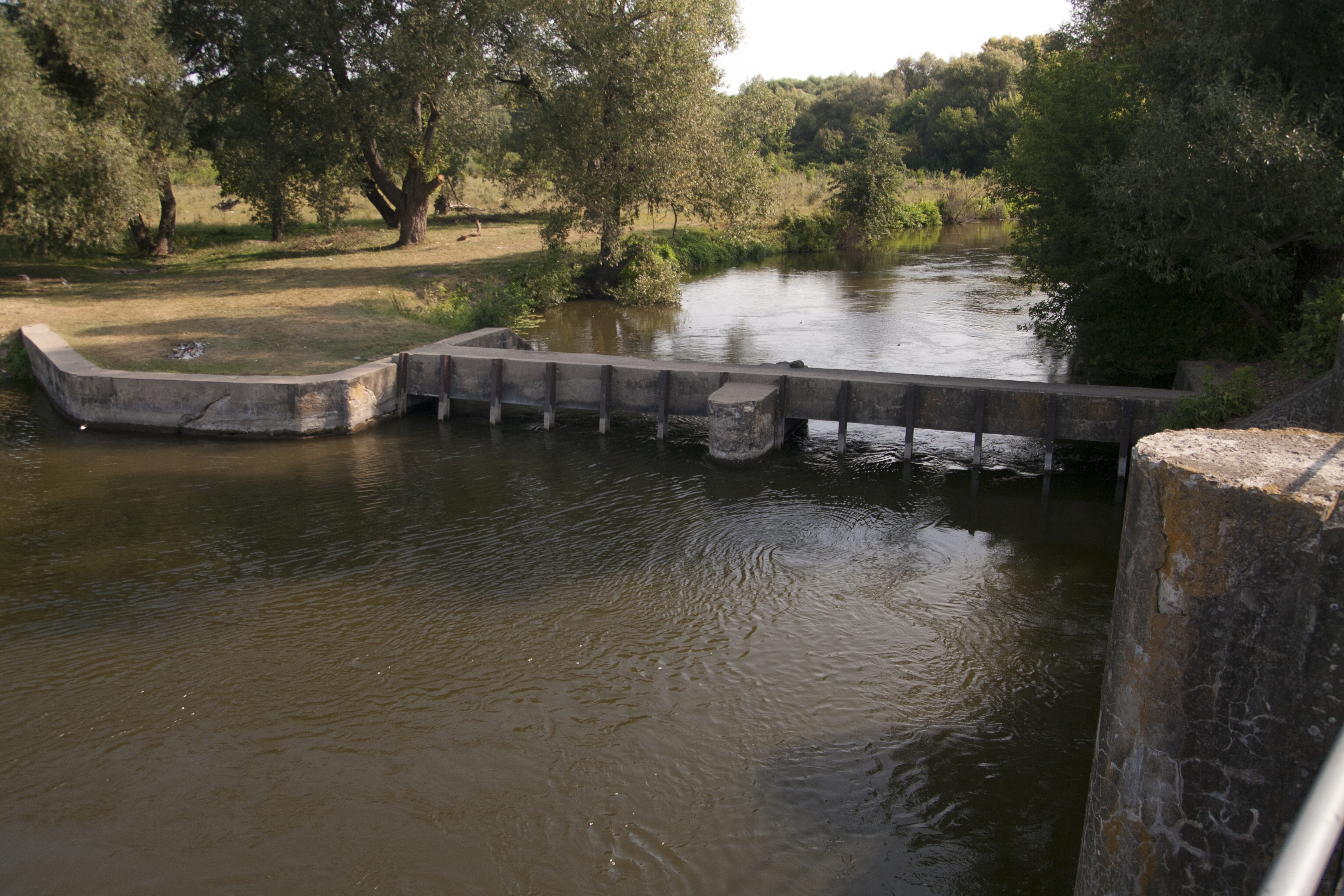

Характеристика. Станція підключена до Єдиної Енергосистеми України та експлуатується 12 місяців на рік. Встановлена потужність 1 400 кВА. Тип ГЕС – дериваційна. 
До складу гідросилового обладнання входить:

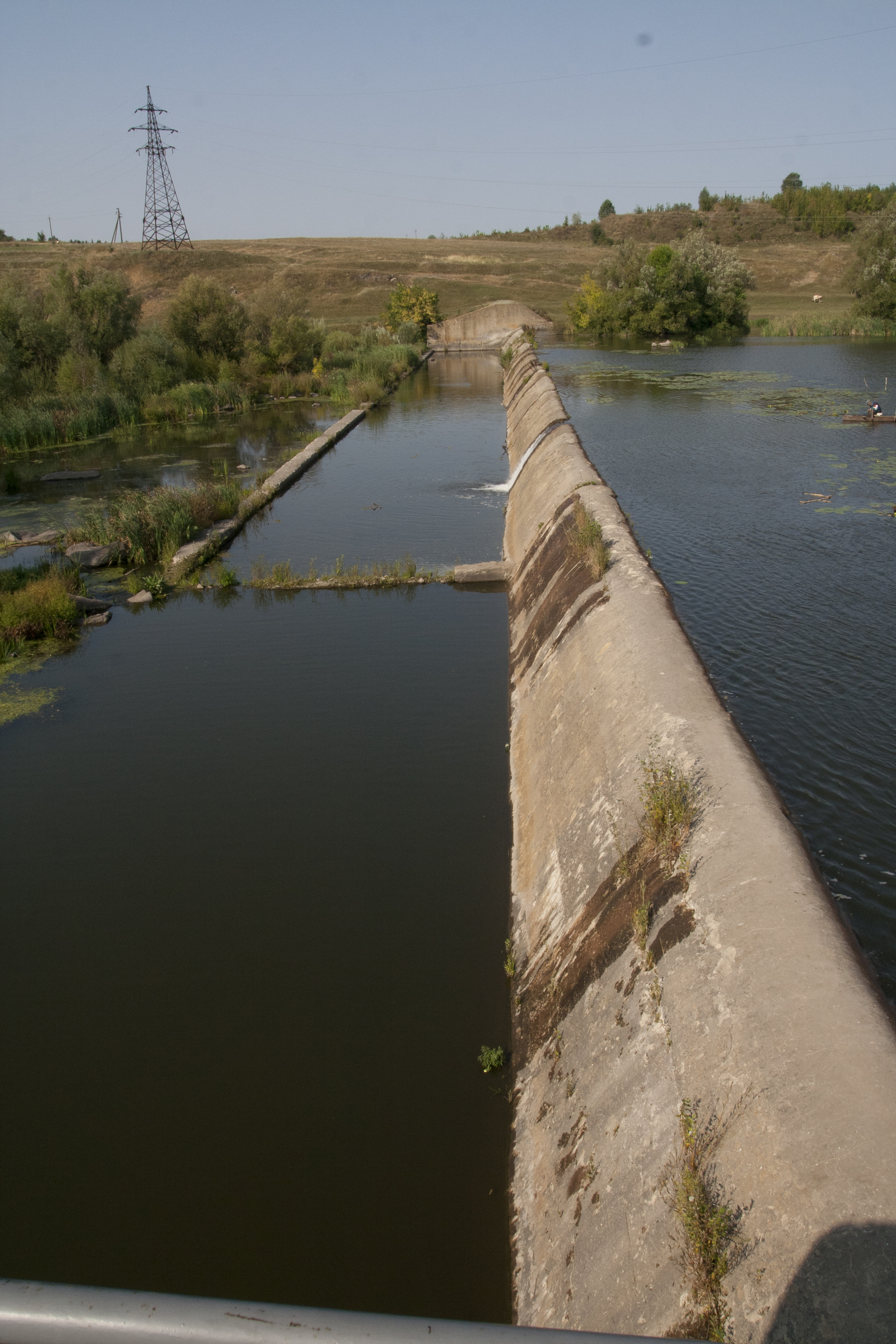

- вертикальні осьові гідротурбіни  типу Каплан фірми «Фойт», діаметр робочого колеса 2 300 мм - 2 шт.
- вертикальні гідрогенератори фірми «Сіменс-Шуккерт» – 2 шт. 
До складу споруд входить:
-        водозливна гребля з відвідним каналом;
-        земляна глуха гребля;
-        будівля ГЕС з відвідним каналом;
-        відкритий дериваційний канал.
Характеристика водозливної греблі:
-        тип споруди – переливна гребля ;
-        будівельна висота (максимальна) -6,25 м.;
-        довжина по гребню  – 180,5 м;
-        ширина по гребню – 4,5 м.
Характеристика земляної греблі греблі:
-        тип споруди – глуха з бетонним зубом;
-        будівельна висота  -3,0 м.;
-        довжина по гребню  – 720,0 м.
Характеристика дериваційного каналу:
        - тип – відкритий канал
        - довжина – 822,0 м.;
        - ширина каналу по дну – 13,0-15,0 м.;

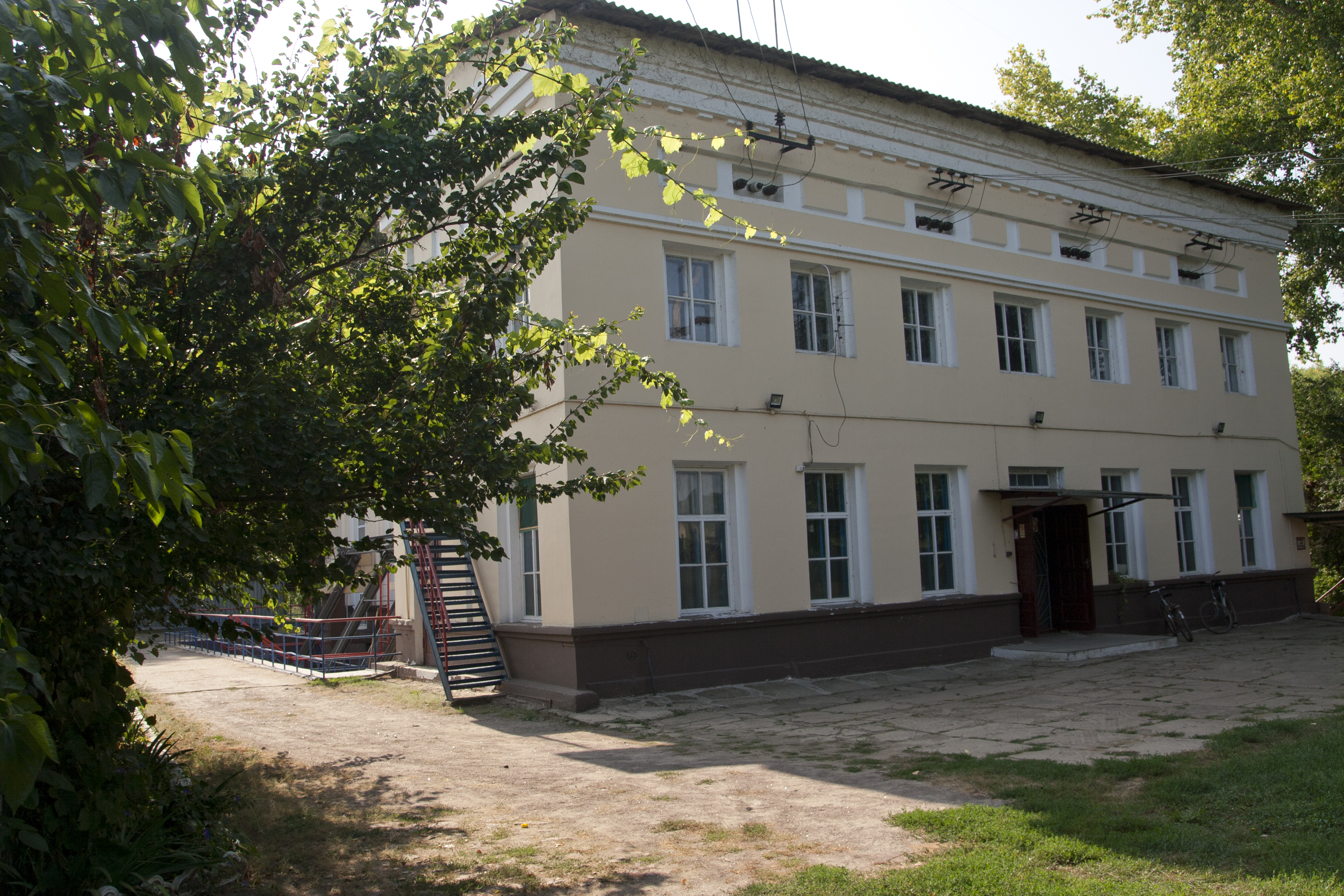

        - глибина – 4,3-5,57 м.